# 無神論者西奧多羅斯
無神論者西奧多羅斯（約前340—前250年），古希臘哲學家，出身昔蘭尼，屬昔蘭尼學派，師從小阿瑞斯提普斯。後世通常認定他爲一名無神論者，並因此稱其爲「無神論者西奧多羅斯」以與同出自昔蘭尼的數學家西奧多羅斯區分，然而亞歷山大城的革利免認爲他並不否認一切神的存在，而只是駁斥了普羅大衆的神學觀。

## 引用
1. ↑  Suda, Aristippos.
2. ↑  Cicero, de Natura Deorum, i. 1
3. ↑  Pseudo-Plutarch, De Placit. Philos., i. 7
4. ↑  Sextus Empiricus, Pyrrhon. Hypotyp., lib. iii.
5. ↑  Clement of Alexandria, Protrept. ad Gentes